# West Coast (Nieuw-Zeeland)
West Coast is een dunbevolkte regio van Nieuw-Zeeland op het zuidereiland. De hoofdstad is Greymouth. De regio is slechts iets kleiner dan België, maar telt slechts 30.500 inwoners.
Halverwege deze langgerekte regio ligt het tanninerijke Mapourikameer.